# Маунт-Вернон (Орегон)
Маунт-Вернон (англ. Mount Vernon) — місто (англ. city) в США, в окрузі Грант штату Орегон. Населення — 548 осіб (2020).

## Географія
Маунт-Вернон розташований за координатами 44°25′1″ пн. ш. 119°6′47″ зх. д. / 44.41694° пн. ш. 119.11306° зх. д. (44.416897, -119.113174).  За даними Бюро перепису населення США в 2010 році місто мало площу 1,77 км², уся площа — суходіл.

## Демографія
Згідно з переписом 2010 року, у місті мешкало 527 осіб у 259 домогосподарствах у складі 151 родини. Густота населення становила 298 осіб/км².  Було 281 помешкання (159/км²).
Расовий склад населення:
| - 95,4 % — білих - 0,2 % — корінних американців - 0,2 % — азіатів - 1,7 % — осіб інших рас |

До двох чи більше рас належало 2,5 %. Частка іспаномовних становила 3,0 % від усіх жителів.
За віковим діапазоном населення розподілялося таким чином: 19,7 % — особи молодші 18 років, 58,1 % — особи у віці 18—64 років, 22,2 % — особи у віці 65 років та старші. Медіана віку мешканця становила 49,0 року. На 100 осіб жіночої статі у місті припадало 98,9 чоловіків;  на 100 жінок у віці від 18 років та старших — 99,5 чоловіків також старших 18 років.
Середній дохід на одне домашнє господарство  становив 33 522 долари США (медіана — 29 583), а середній дохід на одну сім'ю — 42 614 долари (медіана — 34 130). За межею бідності перебувало 27,5 % осіб, у тому числі 34,6 % дітей у віці до 18 років та 20,2 % осіб у віці 65 років та старших.
Цивільне працевлаштоване населення становило 265 осіб. Основні галузі зайнятості: мистецтво, розваги та відпочинок — 27,2 %, сільське господарство, лісництво, риболовля — 16,6 %, роздрібна торгівля — 12,8 %, освіта, охорона здоров'я та соціальна допомога — 10,6 %.